# Komodor

Označení komodora v britském námořnictvu

Komodor je námořní důstojnická armádní hodnost, vyšší než námořní kapitán a nižší než kontradmirál. Užívá se i v letectvu, například v britském letectvu je to hodnost nižší než letecký vicemaršál.
Nejčastěji je zařazena jako jednohvězdičková hodnost, v kódu NATO OF-6, není však vždy považována za vlajkovou hodnost. Bývá zkracována jako Cdre, CDRE či COMO.
Původ názvu hodnosti se odvozuje od francouzského commandeur, což byla jedna z nejvyšších hodností v rytířských řádech – titul komtura – rytíře velícího komendě (část řádového území). Ze stejného jazykového základu vychází i hodnost komandor, kterou užívá námořnictvo Polska. Ta ale odpovídá hodnosti námořního kapitána jiných zemí.
Pozice komodora byla původně vytvořena jako dočasný titul pro osobu, která byla nadřazena kapitánům jednotlivých lodí v eskadře. Někde bylo na tuto pozici nahlíženo pouze jako na vyššího kapitána, jiná námořnictva ji však vyzdvihla mezi vlajkové hodnosti, například v současné irské Námořní službě je komodor nejvyšší hodnost. V britském námořnictvu byla tato hodnost zavedena, aby se zamezilo jmenování dalších admirálů – ti byli v tak velké flotě velmi nákladná záležitost.
Mimo vojenské prostředí se takto může označovat předseda jachtového klubu, nebo služebně nejstarší z kapitánů společnosti provozující komerční námořní dopravu.